# خويفيرة أشرسونية
خويفيرة أشرسونية (الاسم العلمي:Koeleria aschersoniana) هي نوع هجين من النباتات تتبع جنس الخويفيرة من الفصيلة النجيلية. تم وصف هذا النوع من النبات علمياً لأول مرة من قبل فرانسوا دولاروش سنة 1808.